# Rasd TV
La Rasd TV és la televisió pròpia de la República Àrab Sahrauí Democràtica. L'edifici es troba als campaments de refugiats de Tindouf (Algèria). Actualment la Rasd TV emet en ocasions puntuals, però s'espera que en un futur pròxim es pugui tenir una emissió regular i diària d'informatius i reportatges sempre que s'instal·li l'antena parabòlica que permetrà l'emissió per satèl·lit i Internet.
Emet en hassania, un variant de l'àrab parlat, entre altres pobles, pels sahrauís. Representa una resposta al canal televisiu oficial marroquí establert per cobrir la mateixa zona, el TV Laâyoune, que emet (emetia?Plantilla:Ambigu) en àrab marroquí i hassania, però que no rep fons del govern central des del 2007.
L'actual director de la televisió és Mohamed Salem Laabeid: «S'espera que la Rasd TV sigui un element crucial per a la comunicació de la realitat sahrauí a la resta del món.»